# Burås
Burås est une localité norvégienne située dans le comté d'Akershus au nord d’Oslo.